# Comté de Lee (Texas)
Pour les articles homonymes, voir Comté de Lee.
Le comté de Lee (en anglais : Lee County) est un comté américain situé dans le centre de l'État du Texas. Fondé le 14 avril 1874, son siège de comté est la ville de Giddings. Selon le recensement de 2020, sa population est de 17 478 habitants. Le comté a une superficie de 1 642 km2, dont 1 629 km2 en surfaces terrestres. Il est nommé en l'honneur de Robert Lee, général de l'Armée des États confédérés.

## Organisation du comté
Le comté est fondé le 14 avril 1874, à partir des terres des comtés de Bastrop, de Burleson, de Fayette et de Washington. Il est définitivement organisé et autonome, le 2 juin 1874. 
Le comté est baptisé en l'honneur de Robert Lee, général, commandant de l'Armée des États confédérés,.

## Géographie
Le comté de Lee se situe au centre-sud-est de l'État du Texas, aux États-Unis,.
Il a une superficie totale de 1 642 km2, composée de 1 629 km2 de terres et de 13 km2 de zones aquatiques.
L'altitude varie de 82 m à 296 m.

## Comtés adjacents
| Comté de Williamson | Comté de Milam | Comté de Burleson   |
|                     | comté de Lee   | Comté de Washington |
| Comté de Bastrop    |                | Comté de Fayette    |

## Démographie
Lors du recensement de 2010, le comté comptait une population de 16 612 habitants. En 2017, la population est estimée à 17 183 habitants,.

Pyramide des âges du comté de Lee (2000).